# Васко Гюрчиновски
Васко Данило Гюрчиновски е офицер, генерал-лейтенант от Северна Македония.

## Биография
Роден е на 11 юни 1970 г. в Тетово. Между 1984 и 1988 г. учи в средното военно училище за пехотна войска в Сараево. Между 1988 и 1991 г. учи във Военната академия в Белград, пехотен профил. От 2001 до 2002 г. е на специализация в САЩ, а през 2012 – 2013 в Италия.
От 1991 до 1992 г. е командир на антитерористичен взвод в Загреб. През 1992 г. застава начело на антитерористичен взвод на военната полиция в Скопие. Остава на този пост до 1994 г. След това до 1995 г. е заместник-командир на антитерористична рота. В периода 1995 – 1999 г. е командир на антитерористичната рота. От 1999 до 2000 г. е заместник-командир на отряд за специални цели. Между 2002 и 2003 г. е началник на C-3 в Командването на отрядът за специални цели. От 2003 до 2004 г. е командир на разузнавателен батальон. През 2004 г. е началник за кратко на C-5 в отряда за специални операции. В периода 2004 – 2007 г. е командир на пехотен батальон. От 2007 до 2010 г. е командир на отделението за обучение в Съвместното оперативно командване. Между 2010 и 2011 г. е командир на трета пехотна бригада в Съвместното оперативно командване. В периода март 2011 – 18 август 2013 г. е адютант на Върховния командир на Въоръжените сили на Република Македония. След това до 18 август 2015 е командир на полка за специални операции. От 18 август 2015 г. е командир на Обединеното оперативно командване. Остава на този пост до декември 2016 г., когато е назначен военен представител на Република Македония в НАТО и ЕС в Брюксел. От 18 август 2018 г. е началник на генералния щаб на армията на Република Македония.

## Звания
- Подпоручик (1991)
- Поручик (1992)
- Капитан (1995)
- Капитан 1 клас (1998)
- Майор (2003)
- Подполковник (2007)
- Полковник (2010)
- Бригаден генерал (30 декември 2013)
- Генерал-майор (30 декември 2015)
- Генерал-лейтенант (25 февруари 2019)